# Созонівська сільська рада
| Созонівська сільська рада — колишній орган місцевого самоврядування у Кропивницькому районі Кіровоградської області з адміністративним центром у с. Созонівка. Повноваження Созонівської сільської ради припиненні 27 листопада 2020 року на підставі Розпорядження КМУ від 12 червня 2020 р. № 716-р «Про визначення адміністративних центрів та затвердження територій територіальних громад Кіровоградської області» та рішення Великосеверинівської сільської ради восьмого скликання від 27/11/2020 року № 24 «Про реорганізацію Созонівської сільської ради Кропивницького району Кіровоградської області» Сільській раді підпорядковані населені пункти: - с. Созонівка |

## Склад ради
Рада складається з 16 депутатів та голови.

### Керівний склад ради
| ПІБ                          | Основні відомості                                                                      | Дата обрання | Дата звільнення |
| ---------------------------- | -------------------------------------------------------------------------------------- | ------------ | --------------- |
| Пузаков Дмитро Володимирович | Сільський голова, 1983 року народження, освіта, член Комуністичної партії України      | 26.03.2006   | 31.10.2010      |
| Пузаков Дмитро Володимирович | Сільський голова, 1983 року народження, освіта вища, член Комуністичної партії України | 31.10.2010   | 27.11.2020      |

Примітка: таблиця складена за даними джерела

## Населення
Згідно з переписом УРСР 1989 року чисельність наявного населення сільської ради становила 1947 осіб, з яких 876 чоловіків та 1071 жінка.
За переписом населення України 2001 року в сільській раді мешкали 1843 особи.

### Мова
Розподіл населення за рідною мовою за даними перепису 2001 року:
| Мова       | Відсоток |
| ---------- | -------- |
| українська | 90,01 %  |
| російська  | 9,66 %   |
| білоруська | 0,05 %   |
| гагаузька  | 0,05 %   |
| молдовська | 0,05 %   |